# Psilopogon virens
El barbudo grande (Psilopogon virens) es una especie de ave piciforme de la familia Megalaimidae que vive en Asia.

## Descripción
Es la especie de barbudo de mayor tamaño, entre los 31-33 cm de longitud y un peso entre los 192-295 g. Es un ave rechoncha, con el cuello corto y la cabeza grande y la cola corta. 
Los adultos tienen la cabeza azul, un gran pico amarillo, el manto y el pecho pardos, el vientre verde veteado en amarillo y la zona perianal roja. El resto de su plumaje es verde. Ambos sexos y los inmaduros tienen un aspecto similar.
El macho emite una llamada territorial muy alta de tipo kay-oh. Su voz de alarma es un estridente kiiab, y otro llamada suya es un repetitivo piou-piou-piou-piou.  

## Distribución y hábitat
El barbudo grande es un ave sedentaria que se extiende desde las altitudes bajas y medias del Himalaya, en el noreste de Pakistán, norte de la  India, Nepal y Bután, hasta Birmania, China y el norte de Indochina. Es una especie propia de los bosques planifolios perennes situados entre los 600-2,565 m de altitud. Anida en los huecos de los árboles.